# Marisma aluvial del Tigris-Éufrates
La marisma aluvial del Tigris-Éufrates es una ecorregión de la ecozona paleártica, definida por WWF, que ocupa la llanura aluvial del Shatt al-Arab, en la confluencia de los ríos Tigris y Éufrates.

## Descripción
Es una ecorregión de pradera inundada que ocupa 35.600 kilómetros cuadrados en la llanura deltaica aluvial formada por los ríos Tigris, Éufrates y Karun, en el extremo norte del golfo Pérsico, en el sureste de Irak y el suroeste de Irán.
Este complejo de lagos someros de agua dulce, pantanos, marismas y llanuras inundables es uno de los principales lugares de invernada para las aves migratorias de Eurasia.

## Flora
Desierto

## Estado de conservación
En peligro crítico.